# 矢澤大夢
矢澤 大夢（やざわ だいむ、1994年2月27日 - ）は、愛知県名古屋市出身、日本国籍のフットサル選手。FリーグのY.S.C.C.横浜 (フットサル)所属。フットサル日本代表。ポジションはゴレイロ。

## 経歴
父親はパキスタン人、母親は日本人のハーフである。中学生まではサッカークラブでプレーしていたが、高校ではキックボクシングにも取り組んだ。高校を卒業後、日本特殊陶業株式会社に就職するも、プロフットサル選手の道を志し、社会人フットサルで1年間プレーした後、名古屋オーシャンズサテライトのトライアウトを経て入団する。その後トップチーム（名古屋オーシャンズ）に昇格し2014-15シーズン、2015-16シーズンプレー。
2016-17シーズンにはヴォスクオーレ仙台でプレーしこの年にフットサル日本代表に初招集される。その後2017-18シーズン、2018-19シーズンはフウガドールすみだに所属。2017年に行われた、第5回アジアインドア・マーシャルゲームズ(2017/アシガバット)に日本代表として出場し第3位に貢献する。2019-20シーズンから現在までバサジィ大分に所属。2019年には試合中に左膝の前十字靭帯を断裂し全治8ヶ月の診断を受け、シーズンの大半をリハビリに費やす。

## 所属クラブ

### サッカー
- 西中FC
- NagoyaS.S.

### フットサル
- 2013-2014  名古屋オーシャンズサテライト（東海リーグ）
- 2014-2016  名古屋オーシャンズ（Fリーグ）
- 2016-2017  ヴォスクオーレ仙台（Fリーグ）
- 2017-2019  フウガドールすみだ（Fリーグ）
- 2019-2022  バサジィ大分（Fリーグ）
- 2023-  Y.S.C.C.横浜 (フットサル)（Fリーグ）